# Paul Genevay
Paul Genevay   (La Côte-Saint-André, 21 de gener de 1939 - Bourgoin-Jallieu, 11 de març de 2022) va ser un atleta francès, especialista en curses de velocitat, que va competir durant les dècades de 1950 i 1960.
El 1960 va prendre part en els Jocs Olímpics d'Estiu de Roma, on disputà dues proves del programa d'atletisme. En ambdues, els 200 metres i 4×100 metres quedà eliminat en sèries. Quatre anys més tard, als Jocs de Tòquio, tornà a disputar dues proves del programa d'atletisme. En aquesta ocasió guanyà la medalla de bronze en els 4×100 metres, formant equip amb Jocelyn Delecour, Bernard Laidebeur i Claude Piquemal, mentre en els 200 metres quedà eliminat en semifinals.
En el seu palmarès també destaquen cinc medalles als Jocs del Mediterrani, dues d'or i dues de plata el 1959 i una de plata el 1963; així com un campionat nacional. El 1964 va formar part de l'equip que va establir un rècord d'Europa en els 4x100 metres.

## Millors marques
- 100 metres. 10.3" (1966)
- 200 metres. 20.9" (1959)[4]